# Canton de Vincennes
Le canton de Vincennes est une circonscription électorale française située dans le département du Val-de-Marne et la région Île-de-France.

## Histoire
La canton de Vincennes est créé en 1800, au sein de l'Arrondissement de Sceaux et du département de la Seine. L'arrêté du 25 fructidor an IX (12 septembre 1801) fixe les communes qui y sont rattachées : Fontenay-sous-Bois, Saint-Mandé, Montreuil, Rosny, Villemomble et Vincennes.
Par la loi du 16 juin 1859, les limites de Paris sont étendues. Saint-Mandé est amputée de sa partie ouest.
Par la loi du 13 avril 1893, de nouveaux cantons sont formés. Le canton est divisé, avec la création du canton de Montreuil et les communes de Rosny et Villemomble dans le canton de Noisy-le-Sec, dans l'arrondissement de Saint-Denis. Le canton de Vincennes comprend alors jusqu'en 1967 les communes de Fontenay-sous-Bois, Saint-Mandé et Vincennes.
En 1929, une nouvelle extension avec le rattachement du bois de Vincennes à la capitale fait perdre une grande partie des communes de Saint-Mandé et de Vincennes.

### De 1871 à 1967
- Le canton de Vincennes était un des cantons du département de la Seine.

| Période | Période          | Identité                            | Étiquette                | Qualité                                                                |
| ------- | ---------------- | ----------------------------------- | ------------------------ | ---------------------------------------------------------------------- |
| 1871    | 1878             | Théophile Sueur (1820-1881)         |                          | Négociant Maire de Montreuil (1866-1876)                               |
| 1878    | 1891 (démission) | Alexandre Lefèvre                   | Républicain Rad.         | Directeur d'institution scolaire à Montreuil Sénateur (1891-1914)      |
| 1891    | 1899 (décès)     | Edmond Gibert (1842-1899)           | Rad.                     | Négociant à Paris, membre de la Chambre de commerce Député (1898-1899) |
| 1900    | 1906 (décès)     | Edouard Henri Squéville (1847-1906) | Républicain Nationaliste | Maire de Fontenay-sous-Bois (1893-1906)                                |
| 1906    | 1916 (décès)     | Henri Girard                        | Rad.                     | Président du Conseil Général de la Seine (1912-1913)                   |
| 1916    | 1919             | siège vacant                        |                          |                                                                        |

En 1919, il est divisé en deux circonscriptions. Vincennes est dans la 1ère circonscription.
| Période                     | Période | Identité                             | Étiquette | Qualité                                                                                |
| --------------------------- | ------- | ------------------------------------ | --------- | -------------------------------------------------------------------------------------- |
| 1919                        | 1925    | Gustave Doussain                     | RG        | Secrétaire d'Etat (1934) Député (1938-1942) Conseiller municipal de Fontenay-sous-Bois |
| 1925                        | 1929    | Charles Huguin (1860-?)              | RG-URD    | Géomètre-expert Maire de Vincennes (1919-1929)                                         |
| 1929                        | 1935    | Charles Digeon (1868-1936)           |           | Ingénieur des Arts et Manufactures Maire de Saint-Mandé (1900-1936)                    |
| 1935                        | 1940    | Georges Thibout                      | PDP       | Médecin Député (1919-1924) Ancien maire d'Épinay-sur-Seine (1902-1935)                 |
| 1941 (nommé par décret)     | 1944    | Louis Lazeu de Peyralade (1884-1961) |           | Directeur du Recueil Sirey Maire d'Épinay-sur-Seine (1941-1944)                        |
| 1945 Décret du 12 mars 1945 | 1945    | Georges Thibout                      | MRP       |                                                                                        |

De 1945 à 1953, Vincennes fait partie du secteur de Sceaux-Est.
Eugène Rigal, comptable à Saint-Mandé, Membre de la première et de la seconde Assemblée Constituante, député MRP de 1946 à 1951, est un des 12 élus du secteur.
De 1953 à 1959, Vincennes fait partie du 6ème secteur de la Seine.
De 1959 à 1967, Vincennes est divisée en deux secteurs :
| Période                                      | Période | Identité            | Étiquette | Qualité                       |
| -------------------------------------------- | ------- | ------------------- | --------- | ----------------------------- |
| 1959 35e secteur Saint-Mandé-Vincennes-Ouest | 1967    | Robert-André Vivien | UNR       | Industriel Député (1962-1995) |

| Période                        | Période | Identité     | Étiquette | Qualité                                                                                       |
| ------------------------------ | ------- | ------------ | --------- | --------------------------------------------------------------------------------------------- |
| 1959 36e secteur Vincennes-Est | 1967    | Louis Foulon | UNR-CNI   | Officier retraité Adjoint au maire de Vincennes Elu en 1967 dans le Canton de Vincennes-Ouest |

### Depuis 2015
Un nouveau découpage territorial du Val-de-Marne entre en vigueur à l'occasion des premières élections départementales suivant le décret du 17 février 2014. Les conseillers départementaux sont, à compter de ces élections, élus au scrutin majoritaire binominal mixte. Les électeurs de chaque canton élisent au Conseil départemental, nouvelle appellation du Conseil général, deux membres de sexe différent, qui se présentent en binôme de candidats. Les conseillers départementaux sont élus pour 6 ans au scrutin binominal majoritaire à deux tours, l'accès au second tour nécessitant 12,5 % des inscrits au 1er tour. En outre la totalité des conseillers départementaux est renouvelée. Ce nouveau mode de scrutin nécessite un redécoupage des cantons dont le nombre est divisé par deux avec arrondi à l'unité impaire supérieure si ce nombre n'est pas entier impair, assorti de conditions de seuils minimaux. Dans le Val-de-Marne, le nombre de cantons passe ainsi de 49 à 25.
Le canton de Vincennes est recréé par ce décret. Il est formé d'une commune entière et d'une fraction de commune. Il est entièrement inclus dans l'arrondissement de Nogent-sur-Marne. Le bureau centralisateur est situé à Vincennes.

## Représentation
| Période élective | Période élective | Mandat | Mandat   | Identité                | Nuance | Nuance | Qualité |
| ---------------- | ---------------- | ------ | -------- | ----------------------- | ------ | ------ | --- |
| 2015             | 2021             | 2015   | 2021     | Mme Dominique Le Bideau |        | UDI    | Ancienne conseillère générale du Canton de Vincennes-Est (2011-2015) Ancienne maire-adjointe de Vincennes |
| 2015             | 2021             | 2015   | 2021     | Julien Weil             |        | LR     | Chargé de TD en droit fiscal à la Sorbonne Maire de Saint-Mandé (Depuis 2020) |
| 2021             | 2028             | 2021   | en cours | Odile Séguret           |        | UDI    | Directrice du lien social et de la petite enfance à la mairie de Joinville-le-Pont Adjointe au maire de Vincennes 4e vice-présidente chargée de l’autonomie des personnes âgées et des personnes en situation de handicap |
| 2021             | 2028             | 2021   | en cours | Julien Weil             |        | LR     | Cadre, maire de Saint-Mandé depuis 2020, 9e vice-président chargé des ressources humaines et des affaires juridiques |

### Résultats détaillés

#### Élections de mars 2015
À l'issue du 1er tour des élections départementales de 2015, deux binômes sont en ballottage : Dominique Le Bideau et Julien Weil (Union de la Droite, 47,09 %) et Hugo Cadet et Patricia Guiguet (PS, 21,03 %). Le taux de participation est de 46,95 % (19 405 votants sur 41 335 inscrits) contre 44,44 % au niveau départemental et 50,17 % au niveau national.
Au second tour, Dominique Le Bideau et Julien Weil (Union de la Droite) sont élus avec 62,57 % des suffrages exprimés et un taux de participation de 43,82 % (10 762 voix pour 18 114 votants et 41 335 inscrits).

#### Élections de juin 2021
Le premier tour des élections départementales de 2021 est marqué par un très faible taux de participation (33,26 % au niveau national). Dans le canton de Vincennes, ce taux de participation est de 36,59 % (15 076 votants sur 41 201 inscrits) contre 29,98 % au niveau départemental. À l'issue de ce premier tour, deux binômes sont en ballottage : Odile Seguret et Julien Weil (Union à droite, 39,76 %) et Anne-Françoise Gabrielli et Gabriel Sampaio (binôme écologiste, 16,79 %).
Le second tour des élections est marqué une nouvelle fois par une abstention massive équivalente au premier tour. Les taux de participation sont de 34,36 % au niveau national, 32,99 % dans le département et 39,8 % dans le canton de Vincennes. Odile Seguret et Julien Weil (Union à droite) sont élus avec 60,43 % des suffrages exprimés (9 555 voix pour 16 406 votants et 41 216 inscrits),,.

## Composition
| Nom                               | Code Insee | Intercommunalité         | Superficie (km2) | Population (dernière pop. légale)                | Densité (hab./km2) | Modifier                                    |
| --------------------------------- | ---------- | ------------------------ | ---------------- | ------------------------------------------------ | ------------------ | ------------------------------------------- |
| Vincennes (bureau centralisateur) | 94080      | Métropole du Grand Paris | 1,91             | Fraction : 39 364 (2022) Commune : 48 368 (2022) | 25 324             | modifier les données · modifier les données |
| Saint-Mandé                       | 94067      | Métropole du Grand Paris | 0,92             | 21 223 (2022)                                    | 23 068             | modifier les données · modifier les données |
| Canton de Vincennes               | 9423       |                          |                  | 60 587 (2022)                                    |                    | modifier les données                        |

Le canton de Vincennes comprend:
1. la commune de Saint-Mandé,
2. la partie de la commune de Vincennes située à l'ouest d'une ligne définie par l'axe des voies et limites suivantes : depuis la limite territoriale de la commune de Fontenay-sous-Bois, rue Jules-Massenet, rue de la Jarry, boulevard de la Libération, jusqu'à la limite territoriale de la commune de Paris.

## Démographie
En 2022, le canton comptait 60 587 habitants, en évolution de −4,71 % par rapport à 2016 (Val-de-Marne : +3 %, France hors Mayotte : +2,11 %).
| 2013   | 2018   | 2022   |
| ------ | ------ | ------ |
| 62 880 | 62 563 | 60 587 |